# Nobuki Hara
Nobuki Hara (原 信生?, Hara Nobuki; Prefettura di Kagoshima, 6 settembre 1979) è un ex calciatore giapponese, di ruolo centrocampista.